# ルッジェーロ1世 (シチリア伯)
ルッジェーロ1世（Ruggero I, 1031年 - 1101年6月22日）は、シチリア伯。タンクレード・ド・オートヴィルの子で、ロベルト・イル・グイスカルドの弟。初代シチリア王ルッジェーロ2世の父親。
1055年以後、南イタリアに来る。兄ロベルトに従い、南イタリア、シチリアを征服する。1061年には兄弟はメッシーナからレッジョ・ディ・カラブリアまでを征服するに到った。1072年にパレルモを落とした後、ロベルトからシチリア伯に任じられる。
1085年、ロベルトの死後オートヴィル家の首領となり、シチリアの支配を固め、半ば自立する。1101年に亡くなった頃には、シチリアの大伯爵と呼ばれた。
ルッジェーロの支配下にはギリシア人やアラブ人も多くおり、宗教についても寛容だった。

## 生涯

### カラブリア・シチリア征服
ルッジェーロはノルマンディー公国の小貴族タンクレード・ド・オートヴィルと彼の2番目の妻フレデゼンドとの間の末息子であった。ルッジェーロは1057年の夏ごろに南イタリアに辿り着いた。ベネディクト会の僧侶ゴッフレード・マラテッラ（en）はルッジェーロのことを下のように記している。
彼は非常に美しく、背が高く、優雅な体型をしており、言葉が最も雄弁で、助言においては冷静な若者であった。彼はすべての行動を計画する上で先見の明があり、人付き合いはすべて楽しくて陽気であった。強くて勇敢で、戦いにおいては激しかった。
1057年、ルッジェーロは兄ロベルト・イル・グイスカルドと共にレッジョを除くカラブリアの大半を征服した。この頃のルッジェーロはスカレーア地方のコゼンツァ周辺の城で山賊のような生活をしていたという。1062年、ルッジェーロは兄ロベルトと交渉し、征服したカラブリアを折半して統治することとし、彼らはそれぞれがカラブリア内の半分の城と半分の村を支配した。ちょうどこの頃、ルッジェーロはジュディット・デヴルー（en）と結婚した。

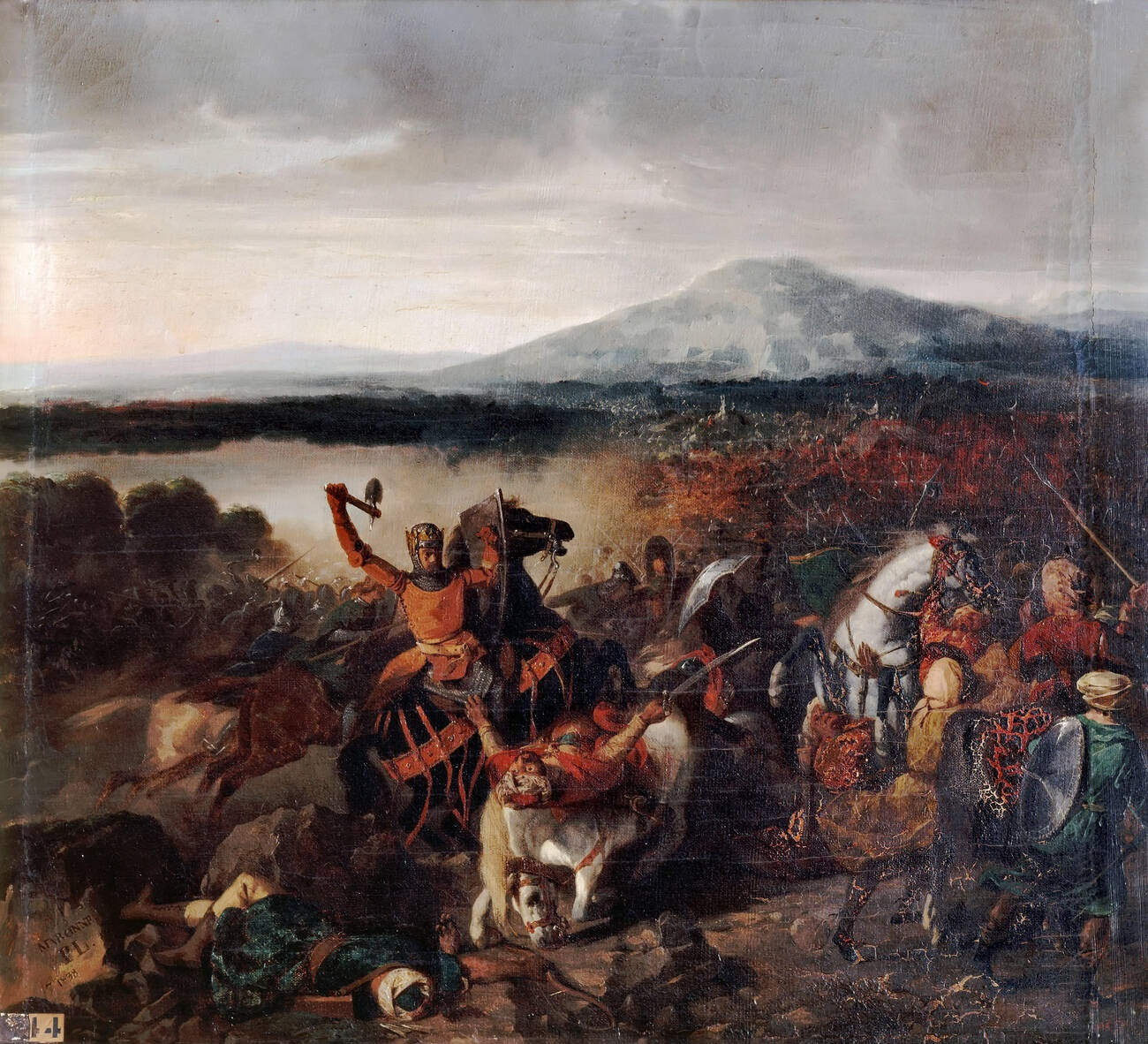
チェラーミの戦いでムスリムと戦うルッジェーロ1世。1063年、ルッジェーロはシチリア島の街チェラーミで35,000人のムスリム軍と激突し、イスラム勢力を撃破した。

ルッジェーロ・ロベルト兄弟は、カラブリアを征服し終えたこの頃に、当時イスラム勢力によって支配されていたシチリア島の征服計画を考え始めたとされる。この時代のシチリア島は、ムスリムが統治していたが島の住民の大半はビザンツ系ギリシャ人のキリスト教徒であった。シチリア島のアラブ人統治者たちはチュニスのスルタンからほぼ独立していた。1061年、ルッジェーロ・ロベルト兄弟はレッジョ・ディ・カラブリアからシチリア島に向けて出発し、メッシーナを征服した。1063年6月、ルッジェーロはチェラーミの戦いでムスリム勢力を打ち破り、1068年にはメジルミーニの戦いでムスリムを撃破した。1072年、兄弟はパレルモを獲得したのち、ロベルト・イル・グイスカルドは弟のルッジェーロに対して、自身の配下の領主としてシチリア伯に就任させた。シチリア伯就任後のルッジェーロは、パレルモとメッシーナの半分、そしてシチリア島の北東部分を領有し続けた。ルッジェーロが組織的なシチリア侵攻を行えたのは1085年以降であった。
1086年、シラクサがルッジェーロに降伏し、1091年2月にはノートが降伏。これによりルッジェーロはシチリア島を完全に征服した。ルッジェーロの征服戦争は兄ロベルトの多大なる支援のおかげであった。ロベルトが亡くなった後、ルッジェーロ伯はオートヴィル家の年長者となった。そんなルッジェーロは、ターラント公ボエモンやカプア公ランド4世や他の反乱諸侯たちと対立するルッジェーロ・ボルサを支援した（ボルサもボエモンも共にルッジェーロの甥であった）。1085年、ボルサはルッジェーロの支援と引き換えに、カラブリアの諸城の城主の座をルッジェーロに引き渡し、1091年にはパレルモにおける相続財産をルッジェーロに譲り渡した。
ルッジェーロのシチリア島統治はロベルトの頃の統治より完璧なものであった。ロンバルド人やノルマン人たちが多数移民としてシチリア伯国内に流入したことで、ラテン文化が流入し、それまでシチリア島で繁栄していたビザンチン・ギリシャ文化を淘汰していった。1072年と1091年に、シチリア伯国では家臣の騎士たちに対して封土の授与が行われ、細分化されていない巨大な領邦は国内に存在しなくなった。国内の全ての諸侯はルッジェーロに忠誠を誓い、この後ルッジェーロ伯に対する大規模な反乱は勃発しなかった。

### マルタ島征服
1091年、北アフリカからのムスリムによるシチリア島攻撃を防ぐため、北アフリカのシチリアとの間に位置するマルタ島の征服を試み、艦隊と共にルッジェーロ自ら親征した。ルッジェーロの乗る船は艦隊のどの船よりも先にマルタ島に上陸し、マルタを統治するムスリム勢力のわずかな抵抗を打ち破り、翌日にはマルタの首都イムディーナに入城した。そしてマルタ島を統治していたムスリムのカーディーたちと協定締結の協議を行った。この協定によれば、マルタ島はルッジェーロ伯自身の属国となること、マルタ島はそれまで通りカーディーが統治することが取り決められた。またマルタ島で捕囚されていた多くのギリシャ人やキリスト教徒たちが解放された。彼らは自分達を解放したルッジェーロをキリエ・エレイソンで褒め称え賛美した。マルタを征服し終えたルッジェーロは、彼と共にシチリアへ帰ろうとする多くの人々と共に船に乗り込み帰国した。ゴッフレード・マラテッラによると、あまりに多くの人々がルッジェーロの船に乗り込んだため、彼の船団は沈没しかけるほどであったという。ルッジェーロのマルタ島征服は、のちの時代に大幅に誇張されて伝えられ、マルタ島の旗はルッジェーロが自身の旗印の一部分（赤と白のマダラ模様の部分）をマルタ島民に与えたことに由来するという伝説が生まれた。マルタ島では、年に一度、マルタ島のキリスト教徒をムスリム支配から解放したルッジェーロ伯の功績を讃えミサがエムディーナ大聖堂で行われている。

### シチリア島の統治

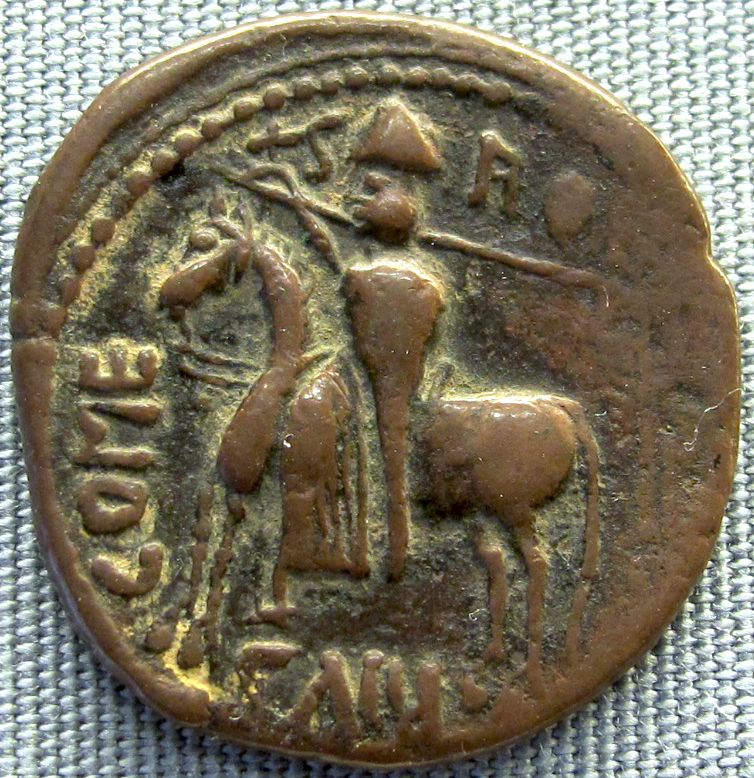
ルッジェーロが鋳造したトリフォラロ硬貨（trifollaro）に描かれているルッジェーロ1世。トリフォラロ硬貨はミレートて鋳造されていた。

政治的に優位な立場にあったルッジェーロ伯は、シチリア島内の教会の支配者として君臨した。シチリア島をギリシャ人やムスリム人から奪還したルッジェーロを良く思っていた教皇は、1098年にルッジェーロと彼の相続人をシチリア島におけるローマ教皇の大使に任じた。ルッジェーロはシラクサやアグリジェントなどに新たなラテン教会の司教座を設立し、司教を個人的に任命すると同時に、パレルモの大主教座を司教座に変更した。これらの司教やその他の聖職者の中で、フランス人は少数派であり、ノルマン人はさらに少なかった。またルッジェーロは、ムスリムやギリシャ人に対して宗教的に寛容な政策をとり、ヴァル・デモーネ地域ではギリシャ正教の修道院の建設を支援するほどであった。これらの都市では、シチリアに降伏することを条件に、ムスリムたちはモスクを再建したり、カーディーを再建したり、自由に交易したりする権利を有していた。しかし王国内の地方部に於いては、ムスリムたちは農奴と化していた。ルッジェーロは多くのムスリムを歩兵として軍隊に雇っていたことも知られている。当時のカンタベリー大司教であるアンセルムスによれば、1098年カプアを包囲していたルッジェーロの軍営に「数えきれないほどのムスリム兵の茶色のテントが設置されていた」という。とはいうものの、ルッジェーロのシチリア島征服後、多数のイタリア人やロンバルド人が島に流入したためにシチリアではラテン文化が広く行き渡り、シチリア征服が地中海におけるムスリム勢力やムスリム文化の後退に徐々につながったことは確かである。

## 子女
1061年11月にエヴルー伯ギヨームの娘ジュディット（ノルマンディー家、1076年没）と結婚し、以下の娘などをもうけた。
- フランドリーナ - パテルノーおよびブテーラ領主エンリコ・デル・ヴァスト（英語版）と結婚
- マティルデ（1062年 - ?） - 初めウー伯ロベール（ノルマンディー家）と結婚、次にトゥールーズ伯レーモン4世と結婚。
- エンマ（? - 1120年） - オーヴェルニュ伯ギヨーム6世と結婚、次にモンテスカリオーゾ伯ルドルフ（ノルマンディー家）と結婚。

2度目はモルタン伯ギヨームの娘エランブルジュと結婚し、以下の娘などをもうけた。
- マルジェリオ（英語版） - トロイーナ伯
- マティルデ - アリーフェ伯ラヌルフォ2世（英語版）と結婚。
- ムリエラ（1119年没） -  ノルマン人貴族ジョスベール・ド・ルーシーと結婚。
- コンスタンツェ（1082年 - ?） - 下ロートリンゲン公コンラート（ローマ皇帝ハインリヒ4世の子、ローマ王）と結婚。
- フェリシア（ブシラ）（1078年 - 1102年） - ハンガリー王カールマーンと結婚。
- ヴィオランテ - ブルゴーニュ公ロベール1世公子ロベールと結婚。
- ジュディッタ（1136年没）- コンヴェルサーノ伯ロベール1世（英語版）と結婚。

最後の妻アデライデ・デル・ヴァスト（マンフレーディ・デル・ヴァスト娘、エンリコ・デル・ヴァスト姉妹）との間の男子2人が、それぞれ連続してシチリア伯を継いだ。アデライデは、ルッジェーロ1世の死後にエルサレム王ボードゥアン1世と再婚した（のち離婚）。
- シモーネ（1093年 - 1105年）
- ルッジェーロ2世（1095年 - 1154年）